# 苏翼凯
苏翼凯，中国教育部长江学者特聘教授，上海交通大学电子信息与电气工程学院教授、博士生导师，主要从事光电子器件及集成技术研究。

## 生平
苏翼凯1991年获合肥工业大学学士学位，1994年获北京航空航天大学硕士学位，2000年获美国西北大学博士学位。2004年起任上海交通大学教授。

## 社会兼职
- 中国IEEE光子学会上海分会主席